# Byron Foulger
Byron Kay Foulger (* 27. August 1899 in Ogden, Utah; † 4. April 1970 in Hollywood, Kalifornien) war ein US-amerikanischer Schauspieler.

## Leben und Werk
Nach seinem Abschluss an der University of Utah begann Byron Foulger als Theaterschauspieler, zunächst an kleineren Theatern. Zwischen 1920 und 1922 trat er in mindestens fünf Stücken am Broadway auf, an denen oft auch Moroni Olsen beteiligt war. Zusammen mit seiner Frau, der Schauspielerin Dorothy Adams, gehörte er später zu den damals sehr bekannten Moroni Olsen Players. Schließlich kam er ans Pasadena Playhouse in Pasadena, wo er als Schauspieler und Regisseur erfolgreich war. In den späten 1930er Jahren war er in Radioversionen von Filmen des Lux Radio Theater zu hören. 1937 sprach er in der Radiosendung The Chase and Sanburn Hour der NBC neben  Mae West und Don Ameche in einem Sketch über Adam und Eva die Schlange. Dieser Sketch löste den Mae West Incident aus, aufgrund dessen Mae West aus allen Radioprogrammen von NBC ausgeschlossen wurde.
Byron Foulgers erster Filmauftritt war 1932 in einer kleinen Rolle in dem Film Night World. Ab 1937 begann er eine Karriere zumeist als Nebendarsteller in kleineren Rollen, sehr oft ohne Erwähnung in Vor- oder Abspann. Im Laufe dieser Karriere hatte er Auftritte in einer sehr großen Anzahl von Filmen; die Angaben schwanken von über 300 bis über 450. Hal Erickson meinte, sein Gesicht sei eines der bekanntesten, das jemals in Filmen zu sehen gewesen sei. Er hatte Rollen in bekannten Filmen wie Lebenskünstler, Mr. Smith geht nach Washington, Der große Edison, Piraten im karibischen Meer, Als du Abschied nahmst, Clara Schumanns große Liebe, Die drei Musketiere oder Sacramento. Er wird zur Gruppe der regelmäßigen Nebendarsteller von Regisseur Preston Sturges gezählt, für den er in fünf Filmen auftrat, nämlich in Der große McGinty, Sullivans Reisen, Atemlos nach Florida, Sensation in Morgan’s Creek und The Great Moment.
Größere Rollen hatte er in kleineren Filmen wie The Man They Could Not Hang oder The Panther’s Claw. Die Hauptrolle hatte Byron Foulger in Bernard B. Rays Film It’s All in Your Mind aus dem Jahr 1938. William Beaudine besetzte ihn in seinem Film Up in Smoke aus dem Jahr 1957 völlig gegen seinen Typ als Teufel, den er mit Freude spielt. Laut Charles P. Mitchell ist Byron Foulgers Darstellung des Teufels das einzige sehenswerte Element des Films.
Zwischen 1950 und 1970 trat Byron Foulger in Fernsehserien wie Captain Midnight, Maverick, Twilight Zone, Die Unbestechlichen, Bonanza, Perry Mason, Rauchende Colts, Mr. Ed, The Addams Family oder Auf der Flucht auf. Wiederkehrende Rollen hatte er in Lassie und Das Geheimnis der blauen Tropfen, wo er den Vater der Hauptfigur, der jedoch nie wirklich sichtbar war, spielte. In Petticoat Junction spielte er zunächst in vier Folgen die Rolle des Bankiers Mr. Guerney und danach in 18 Folgen die des Ingenieurs und Zugführers Wendell Gibbs.
Byron Foulger war seit den 1920er Jahren bis zu seinem Tod mit der Schauspielerin Dorothy Adams verheiratet. Die beiden hatten eine Tochter, Rachel Ames, die ebenfalls Schauspielerin wurde. Byron Foulger starb am 4. April 1970 an Herzproblemen, nachdem er gleichentags noch beim Dreh der letzten Folge von Petticoat Junction dabei war. Er wurde auf dem Inglewood Park Cemetery beerdigt.
Synchronisiert wurde Byron Foulger von Sprechern wie Hans Hessling, Walter Bluhm, Rolf Marnitz, Andreas Hanft, Herbert Weißbach oder Friedrich G. Beckhaus.

## Filmografie (Auswahl)

### Filme
- 1932: Night World
- 1937: Larceny on the Air
- 1937: The Devil Diamond
- 1937: Dick Tracy (Serial)
- 1937: … und ewig siegt die Liebe (History Is Made at Night)
- 1937: Kein Platz für Eltern (Make Way for Tomorrow)
- 1937: Die Marx Brothers: Ein Tag beim Rennen (A Day at the Races)
- 1937: Der Gefangene von Zenda (The Prisoner of Zenda)
- 1937: Ein Mordsschwindel (True Confession)
- 1938: Born to Be Wild
- 1938: It’s All in Your Mind
- 1938: Der Testpilot (Test Pilot)
- 1938: Im Namen des Gesetzes (I Am the Law)
- 1938: Lebenskünstler (You Can’t Take It with You)
- 1938: The Mad Miss Minton
- 1938: A Man to Remember
- 1939: Lasst uns leben (Let Us Live)
- 1939: Union Pacific
- 1939: Some Like It Hot
- 1939: Exile Express
- 1939: Nur dem Namen nach (In Name Only)
- 1939: The Man They Could Not Hang
- 1939: Mr. Smith geht nach Washington (Mr. Smith Goes to Washington)
- 1939: Television Spy
- 1939: Dr. Kildare: Das Geheimnis (The Secret of Dr. Kildare)
- 1940: Abe Lincoln in Illinois
- 1940: The Man with Nine Lives
- 1940: Opened by Mistake
- 1940: Der große Edison (Edison, the Man)
- 1940: Der große McGinty (The Great McGinty)
- 1940: Der Draufgänger (Boom Town)
- 1940: Arizona
- 1940: Behind the News
- 1940: Dr. Kildare: Verhängnisvolle Diagnose (Dr. Kildare’s Crisis)
- 1941: Ridin’ on a Rainbow
- 1941: Sis Hopkins
- 1941: The Gay Vagabond
- 1941: Sweetheart of the Campus
- 1941: Du gehörst zu mir (You Belong to Me)
- 1941: Sullivans Reisen (Sullivan’s Travels)
- 1941: Dude Cowboy
- 1941: Harvard, Here I Come
- 1941: Echo der Jugend (Remember the Day)
- 1942: Piraten im karibischen Meer (Reap the Wild Wind)
- 1942: Schatten am Fenster (Fingers at the Window)
- 1942: The Panther’s Claw
- 1942: Flying with Music
- 1942: The Magnificent Dope
- 1942: Atemlos nach Florida (The Palm Beach Story)
- 1942: Lodernde Flammen (The Forest Rangers)
- 1942: Wrecking Crew
- 1942: Quiet Please, Murder
- 1942: Stand by for Action
- 1943: Margin for Error
- 1943: Und das Leben geht weiter (The Human Comedy)
- 1943: Dr. Gillespie’s Criminal Case
- 1943: Hoppy Serves a Writ
- 1943: Auch Henker sterben (Hangmen Also Die!)
- 1943: The Black Raven
- 1943: Coney Island
- 1943: Appointment in Berlin
- 1943: Hi Diddle Diddle
- 1943: Silver Spurs
- 1943: Mutige Frauen (So Proudly We Hail!)
- 1943: Der Sheriff von Kansas (The Kansan)
- 1943: Die Hölle von Oklahoma (In Old Oklahoma)
- 1943: Sensation in Morgan’s Creek (The Miracle of Morgan’s Creek)
- 1943: Eine Frau hat Erfolg (What a Woman!)
- 1944: Pinky und Curly (Once Upon a Time)
- 1944: Three Men in White
- 1944: Ministerium der Angst (Ministry of Fear)
- 1944: Als du Abschied nahmst (Since You Went Away)
- 1944: Sommerstürme (Summer Storm)
- 1944: The Great Moment
- 1944: An American Romance
- 1944: Swing in the Saddle
- 1944: Heirate niemals einen Fremden (When Strangers Marry)
- 1944: So ein Papa (Casanova Brown)
- 1944: Marriage Is a Private Affair
- 1944: Dark Mountain
- 1944: Music in Manhattan
- 1944: Tagebuch einer Frau (Mrs. Parkington)
- 1944: Mystery of the River Boat (Serial)
- 1944: Enemy of Women
- 1944: Der Morgen gehört uns (And Now Tomorrow)
- 1944: Musik für Millionen (Music for Millions)
- 1945: Grissly’s Millions
- 1945: Adventures of Kitty O’Day
- 1945: Hilfe, ich bin Millionär (Brewster’s Millions)
- 1945: Circumstantial Evidence
- 1945: It’s in the Bag!
- 1945: The Master Key (Serial)
- 1945: Der Wundermann (Wonder Man)
- 1945: Weekend im Waldorf (Week-End at the Waldorf)
- 1945: Cornered
- 1945: Straße der Versuchung (Scarlet Street)
- 1945: Mann ohne Herz (Adventure)
- 1946: House of Horrors
- 1946: The Hoodlum Saint
- 1946: Im Netz der Leidenschaften (The Postman Always Rings Twice)
- 1946: Erfüllte Träume (Two Sisters from Boston)
- 1946: The French Key
- 1946: The Mysterious Mr. M
- 1946: Lassie – Held auf vier Pfoten (Courage of Lassie)
- 1946: Karten, Kugeln, Banditen (Plainsman and the Lady)
- 1946: Die wunderbare Puppe (Magnificent Doll)
- 1946: Bis die Wolken vorüberzieh’n (Till the Clouds Roll By)
- 1946: Der Todesreifen (Suspense)
- 1947: Michigan Kid
- 1947: Der Rebell von San Fernando (Bells of San Fernando)
- 1947: Die lange Nacht (The Long Night)
- 1947: They Won’t Believe Me
- 1947: Die Unbesiegten (Unconquered)
- 1947: Clara Schumanns große Liebe (Song of Love)
- 1947: Charlie Chan – Der chinesische Ring (The Chinese Ring)
- 1948: Blut und Gold (Relentless)
- 1948: Triumphbogen (Arch of Triumph)
- 1948: Der Superspion (A Southern Yankee)
- 1948: Sie leben bei Nacht (They Live by Night)
- 1948: Out of the Storm
- 1948: I Surrender Dear
- 1948: Die drei Musketiere (The Three Musketeers)
- 1948: Ein Bandit zum Küssen (The Kissing Bandit)
- 1948: Schritte in der Nacht (He Walked By Night)
- 1948: Ein Pferd namens October (The Return of October)
- 1948: Geld oder Liebe (Let’s Live a Little)
- 1949: Ich erschoß Jesse James (I Shot Jesse James)
- 1949: Die Todesreiter von Laredo (Streets of Laredo)
- 1949: Panik um King Kong (Mighty Joe Young)
- 1949: Cisco I – Cisco, der Banditenschreck (Satan’s Cradle)
- 1949: Der Marschall von Santa Fe (The Dalton Gang)
- 1949: Hände hoch, Old Boy! (Red Desert)
- 1949: Samson und Delilah (Samson and Delilah)
- 1949: Die sündige Stadt (The Inspector General)
- 1949: Dancing in the Dark
- 1949: Der Brandstifter von Los Angeles (Arson, Inc.)
- 1950: The Girl from San Lorenzo
- 1950: Lach und wein mit mir (Riding High)
- 1950: Salt Lake Raiders
- 1950: Champagne for Caesar
- 1950: Menschen ohne Seele (Union Station)
- 1950: Ein charmanter Flegel (Key to the City)
- 1950: Die Rückkehr von Jesse James (The Return of Jesse James)
- 1950: Stadt im Dunkel (Dark City)
- 1950: Tod im Nacken (To Please a Lady)
- 1950: Der Marschall von Santa Fe (The Dalton Gang)
- 1950: Experiment Alcatraz
- 1951: Superman and the Mole-Men
- 1951: Der Seewolf von Barracuda (The Sea Hornet)
- 1951: Mädchen im Geheimdienst (FBI Girl)
- 1951: Lightning Strikes Twice
- 1951: Der Rächer (Best of the Badmen)
- 1952: The Steel Fist
- 1952: Meuterei auf dem Piratenschiff (Mutiny)
- 1952: Der unsichtbare Schütze (The Sniper)
- 1952: Zwei räumen auf (Cripple Creek)
- 1952: Wir sind gar nicht verheiratet (We’re Not Married!)
- 1952: The Star
- 1952: Die Rose von Cimarron (Rose of Cimarron)
- 1952: Mädels ahoi (Skirts Ahoy!)
- 1953: The Magnetic Monster
- 1953: Bandits of the West
- 1953: The Flaming Urge
- 1954: Stadt der Verdammten (Silver Lode)
- 1954: Königin der Berge (Cattle Queen of Montana)
- 1955: Der scharlachrote Rock (The Scarlet Coat)
- 1955: Mit roher Gewalt (The Spoilers)
- 1955: In Acht und Bann (At Gunpoint)
- 1956: Duell am Apachenpaß (Thunder Over Arizona)
- 1956: Ohne Liebe geht es nicht (You Can’t Run Away from It)
- 1957: Flucht nach Mexiko (The River’s Edge)
- 1957: Sierra Stranger
- 1957: The Buckskin Lady
- 1957: Dem Henker ausgeliefert (Gun Battle at Monterey)
- 1957: Up in Smoke
- 1958: Der lange heiße Sommer (The Long, Hot Summer)
- 1959: Fest im Sattel (King of the Wild Stallions)
- 1960: Die gnadenlosen Killer (Ma Barker’s Killer Brood)
- 1960: Zwölf Stunden lauert der Tod (Twelve Hours to Kill)
- 1961: Die unteren Zehntausend (Pocketful of Miracles)
- 1962: Sacramento (Ride the High Country)
- 1963: Der Pauker kann’s nicht lassen (Son of Flubber)
- 1963: Der Ladenhüter (Who’s Minding the Store?)
- 1965: Dreimal nach Mexiko (Marriage on the Rocks)
- 1968: Käpt’n Blackbeards Spuk-Kaschemme (Blackbeard’s Ghost)
- 1969: Jerry, der Herzpatient (Hook, Line & Sinker)
- 1970: Zwei dreckige Halunken (There Was a Crooked Man…)

### Fernsehserien
- 1950, 1954: The Cisco Kid (2 Folgen)
- 1951–1958: The Adventures of Wild Bill Hickok (5 Folgen, 5 Rollen)
- 1952: Space Patrol (Folge 2×23)
- 1952, 1954: My Little Margie (2 Folgen)
- 1953: I Love Lucy (Folge 2×25)
- 1954: Captain Midnight (Folge 1×08)
- 1954, 1955: The George Burns and Gracie Allen Show (2 Folgen)
- 1957–1961: Wells Fargo (Tales of Wells Fargo, 3 Folgen, 3 Rollen)
- 1958: Richard Diamond, Privatdetektiv (Folge 2×11)
- 1958: Suspicion (Folge 1×23)
- 1958: Maverick (2 Folgen)
- 1959: Lawman (Folge 1×22)
- 1959: Rin-Tin-Tin (The Adventures of Rin Tin Tin, Folge 5×26)
- 1959: Twilight Zone (The Twilight Zone, Folge 1×05)
- 1959: Die Unbestechlichen (The Untouchables, Folge 1×07)
- 1959–1964: Bonanza (3 Folgen, 3 Rollen)
- 1960: Hawaiian Eye (Folge 1×19)
- 1960: Dennis, Geschichten eines Lausbuben (Dennis the Menace, 2 Folgen)
- 1960–1962: Lassie (4 Folgen, 2 Rollen)
- 1960, 1963: Tausend Meilen Staub (Rawhide, 2 Folgen, 2 Rollen)
- 1961: Josh (Wanted: Dead Or Alive, Folge 3×22)
- 1962: 77 Sunset Strip (Folge 4×22)
- 1962: Have Gun – Will Travel (Folge 5×24)
- 1962, 1965: The Beverly Hillbillies (2 Folgen, 2 Rollen)
- 1962, 1965: Perry Mason (2 Folgen, 2 Rollen)
- 1962, 1966: Rauchende Colts (Gunsmoke, 2 Folgen, 2 Rollen)
- 1964: Amos Burke (Burke’s Law, 2 Folgen, 2 Rollen)
- 1965: Mr. Ed (Mister Ed, Folge 5×07)
- 1965: The Addams Family (Folge 1×25)
- 1965: Auf der Flucht (The Fugitive, Folge 3×06)
- 1965, 1966: My Mother the Car (2 Folgen, 2 Rollen)
- 1965, 1966: The Andy Griffith Show (3 Folgen, 3 Rollen)
- 1965–1969: Petticoat Junction (22 Folgen, 2 Rollen)
- 1966: Privatdetektivin Honey West (Honey West, Folge 1x20)
- 1966: Mini-Max (Get Smart, Folge 1×21)
- 1966, 1967: Laredo (3 Folgen, 3 Rollen)
- 1967: Time Tunnel (The Time Tunnel, Folge 1×18)
- 1967: Die Monkees (The Monkees, Folge 1×18)
- 1967: Daniel Boone (Folge 3×17)
- 1967: Das Geheimnis der blauen Tropfen (Captain Nice, 7 Folgen)
- 1968: Verrückter wilder Westen (The Wild Wild West, Folge 4×03)
- 1968: Adam-12 (Folge 1×06)
- 1968, 1969: Twen-Police (The Mod Squad, 2 Folgen, 2 Rollen)